# Stenanthemum poicilum
Stenanthemum poicilum är en brakvedsväxtart som beskrevs av B.L. Rye. Stenanthemum poicilum ingår i släktet Stenanthemum och familjen brakvedsväxter. Inga underarter finns listade i Catalogue of Life.